# Rolls-Royce V-8
La V-8. è un'autovettura prodotta dalla Rolls-Royce nel 1905.

## Contesto
Fu lanciata per competere con le vetture elettriche comunemente usate nelle città. Per raggiungere questo scopo furono studiate autovetture con motori il più possibili silenziosi, con le vibrazioni ridotte al minimo e con gas di scarico il più possibile prive di fumo. Il motore fu montato sotto l'auto per dare l'idea di una vettura di tipo brougham, tipologia di auto usato all'epoca per la costruzione delle vetture elettriche. Con questa soluzione tecnica, l'auto voluta da Claude Johnson, socio di Charles Rolls, era poco sviluppata in altezza. Il cambio era a tre velocità.
Per raggiungere l'obbiettivo Henry Royce progettò un motore V8 a 90° con valvole laterali e cilindrata di 3.535 cm³. Per ridurre l'emissione di fumo fu studiato un impianto di lubrificazione a pressione al posto del comune sistema a spruzzo, e la potenza fu limitata per ridurre l'attrito tra cilindri e pistoni.
Furono proposti due modelli, la Landaulet par Excellence per conquistare fette di mercato dei veicoli elettrici e la Legalimit, studiata per non superare i limiti di velocità del Regno Unito, che era di 32 km/h. Il passo era per versione Landaulet par Excellence 2286 mm e per la Legalimit 2692 mm. Il motore della Legalimit era montato anteriormente la vettura ma con cofano ribassato.
Le tre vetture vendute furono impiegate in stabilimenti industriali (come il modello Legalimit n° di telaio 40518 venduta a Alfred Hamsworth) oppure nelle visite di clienti delle fabbriche stesse. Charles Rolls ordinò nel 1906 tre telai per la costruzione di nuovi modelli ma l'iniziativa non ebbe seguito.
La vettura non ebbe successo, ma molti spunti furono impiegati per lo sviluppo dei motori installati sulle vetture seguenti, soprattutto per gli esemplari Rolls-Royce che montavano il 6 cilindri.
La V-8 è stata l'unica vettura Rolls-Royce di cui non è sopravvissuto nessun esemplare.